# Monotone Abbildung

Eine monoton steigende reelle Funktion (rot) ist isoton und eine monoton fallende reelle Funktion (blau) ist antiton bezüglich der ≤-Ordnung auf den reellen Zahlen

Eine monotone Abbildung ist in der Mathematik eine Abbildung zwischen zwei halbgeordneten Mengen, bei der aus der Ordnung zweier Elemente der Definitionsmenge auf die Ordnung der jeweiligen Bildelemente der Zielmenge geschlossen werden kann. Bleibt die Ordnung der Elemente erhalten, spricht man von einer isotonen oder ordnungserhaltenden Abbildung oder auch von einem Ordnungshomomorphismus. Kehrt sich die Ordnung um, spricht man von einer antitonen oder ordnungsumkehrenden Abbildung.
Bekannte Beispiele monotoner Abbildungen sind (nicht notwendigerweise streng) monotone reelle Funktionen. Der Monotoniebegriff wird aber allgemeiner auch auf vektorwertige Funktionen, Operatoren, Zahlenfolgen, Mengenfolgen und Funktionenfolgen angewandt.

## Definition
Sind {\displaystyle (G,\mathrel {\leq _{G}} )} und {\displaystyle (H,\mathrel {\leq _{H}} )} zwei halbgeordnete Mengen, dann heißt eine Abbildung {\displaystyle \phi \colon G\rightarrow H} isoton, ordnungserhaltend oder ein Ordnungshomomorphismus, wenn für alle Elemente {\displaystyle a,b\in G}
{\displaystyle a\mathrel {\leq _{G}} b\Rightarrow \phi (a)\mathrel {\leq _{H}} \phi (b)}
gilt, und antiton oder ordnungsumkehrend, wenn für alle {\displaystyle a,b\in G}
{\displaystyle a\mathrel {\leq _{G}} b\Rightarrow \phi (b)\mathrel {\leq _{H}} \phi (a)}
gilt. Eine Abbildung heißt monoton, wenn sie isoton oder antiton ist. Sind die entsprechenden strikten Ordnungen {\displaystyle \mathrel {<_{G}} } und {\displaystyle \mathrel {<_{H}} } definiert, so heißt eine Abbildung {\displaystyle \phi } strikt isoton, wenn für alle Elemente {\displaystyle a,b\in G}
{\displaystyle a\mathrel {<_{G}} b\Rightarrow \phi (a)\mathrel {<_{H}} \phi (b)}
gilt, und strikt antiton, wenn für alle {\displaystyle a,b\in G}
{\displaystyle a\mathrel {<_{G}} b\Rightarrow \phi (b)\mathrel {<_{H}} \phi (a)}
gilt. Eine Abbildung heißt strikt monoton, wenn sie strikt isoton oder strikt antiton ist.

## Beispiele

### Monotone Folgen
- Eine Abbildung von {\displaystyle (\mathbb {N} ,\leq )} nach {\displaystyle (\mathbb {R} ,\leq )} definiert durch {\displaystyle \psi (i)=a_{i}} ist genau dann monoton, wenn die Folge {\displaystyle (a_{i})_{i\in \mathbb {N} }} eine monotone Folge ist.
- Ist {\displaystyle M} eine beliebige Menge und {\displaystyle {\mathcal {P}}(M)} ihre Potenzmenge, so lässt sich auf der Potenzmenge eine Ordnungsrelation durch die Teilmengenbeziehung {\displaystyle \subset } definieren. Eine Abbildung von {\displaystyle (\mathbb {N} ,\leq )} nach {\displaystyle ({\mathcal {P}}(M),\subset )} definiert durch {\displaystyle \psi (i)=A_{i}} ist genau dann monoton, wenn die Mengenfolge {\displaystyle (A_{i})_{i\in \mathbb {N} }} eine monotone Mengenfolge ist.
- Auf einer Menge von reellwertigen Funktionen {\displaystyle F} mit Definitionsbereich {\displaystyle D} lässt sich eine Ordnung definieren durch

{\displaystyle f_{1}\leq _{f}f_{2}\iff f_{1}(x)\leq f_{2}(x){\text{ für alle }}x\in D}.
Eine Abbildung von {\displaystyle (\mathbb {N} ,\leq )} nach {\displaystyle (F,\leq _{f})} definiert durch {\displaystyle \psi (i)=f_{i}} ist genau dann monoton, wenn die Funktionenfolge {\displaystyle (f_{i})_{i\in \mathbb {N} }} eine monotone Funktionenfolge ist.

### Monotone Funktionen
- Die monotonen Abbildungen von {\displaystyle (\mathbb {R} ,\leq )} nach {\displaystyle (\mathbb {R} ,\leq )} sind genau die monotonen reellen Funktionen.
- Betrachtet man auf dem {\displaystyle \mathbb {R} ^{n}} Ordnungen, die durch verallgemeinerte Ungleichung {\displaystyle \preccurlyeq _{K}} definiert werden, so sind monotonen Abbildungen von {\displaystyle (\mathbb {R} ^{n},\preccurlyeq _{K})} nach {\displaystyle (\mathbb {R} ,\leq )} genau die K-monotonen Funktionen.
- Monotone Abbildungen, die von dem Raum der symmetrischen reellen Matrizen {\displaystyle S^{n}}  versehen mit der Loewner-Halbordnung nach {\displaystyle (\mathbb {R} ,\leq )} abbilden, heißen matrix-monotone Funktionen.
- Maße auf einer {\displaystyle \sigma }-Algebra {\displaystyle {\mathcal {A}}} über einer Grundmenge {\displaystyle \Omega } sind monotone Abbildungen von {\displaystyle ({\mathcal {A}},\subset )} nach {\displaystyle ([0,\infty ],\leq )}.
- Äußere Maße auf der Grundmenge {\displaystyle \Omega } sind monotone Abbildungen von {\displaystyle ({\mathcal {P}}(\Omega ),\subset )} nach {\displaystyle ([0,\infty ],\leq )}.

## Eigenschaften
Eine isotone Abbildung stellt einen Ordnungs-Homomorphismus dar, eine antitone Abbildung hingegen einen Ordnungs-Antihomomorphismus. Eine bijektive isotone Abbildung, deren Inverse ebenfalls isoton ist, ist ein Ordnungs-Isomorphismus, eine bijektive antitone Abbildung mit antitoner Inverser ein Ordnungs-Antiisomorphismus.
Die Inverse {\displaystyle \phi ^{-1}} einer bijektiven isotonen Abbildung {\displaystyle \phi } muss nicht notwendigerweise selbst wieder isoton sein. Sind beispielsweise {\displaystyle G=\{a,b,c\}} mit {\displaystyle a\leq b,a\leq c} und {\displaystyle H=\{a,b,c\}} mit {\displaystyle a\preceq b\preceq c} sowie {\displaystyle \phi \colon G\to H} die (identische) Abbildung {\displaystyle \phi (a)=a,\phi (b)=b,\phi (c)=c}, dann ist {\displaystyle \phi } zwar isoton, aber {\displaystyle \phi ^{-1}} nicht, denn {\displaystyle b\preceq c} impliziert nicht {\displaystyle b\leq c}. Gleiches gilt für die Antitonie der Inversen einer bijektiven antitonen Abbildung. Daher muss hier bei Iso- und Antiisomorphismen die Isotonie beziehungsweise die Antitonie der Inversen explizit gefordert werden.
Die Hintereinanderausführung {\displaystyle \psi \circ \phi } zweier isotoner Abbildungen {\displaystyle \phi \colon F\to G} und {\displaystyle \psi \colon G\to H} ist wieder isoton. Nachdem auch die identische Abbildung {\displaystyle \operatorname {id} \colon G\to G} isoton ist, stellt die Menge der isotonen Selbstabbildungen {\displaystyle \phi \colon G\to G} mit der Hintereinanderausführung als Verknüpfung ein Monoid (das Endomorphismenmonoid) dar. Allgemeiner bilden halbgeordnete Mengen zusammen mit isotonen Abbildungen eine (kartesisch abgeschlossene) Kategorie. Die bijektiven isotonen Selbstabbildungen mit isotonen Inversen bilden mit der Hintereinanderausführung als Verknüpfung entsprechend eine Gruppe (die Automorphismengruppe). Die Hintereinanderausführung zweier antitoner Abbildungen ist jedoch nicht wieder antiton, sondern isoton. Die Hintereinanderausführung einer isotonen mit einer antitonen Abbildung ist unabhängig von der Reihenfolge stets antiton.

## Verwandte Begriffe
Eine Abbildung {\displaystyle \phi \colon G\rightarrow H} zwischen zwei halbgeordneten Mengen {\displaystyle (G,\leq )} und {\displaystyle (H,\preceq )}, für die die Umkehrung
{\displaystyle a\leq b\Leftarrow \phi (a)\preceq \phi (b)}
für alle {\displaystyle a,b\in G} gilt, heißt ordnungsreflektierend. Eine ordnungsreflektierende Abbildung ist stets injektiv. Eine sowohl ordnungserhaltende als auch ordnungsreflektierende Abbildung, für die also
{\displaystyle a\leq b\Leftrightarrow \phi (a)\preceq \phi (b)}
für alle {\displaystyle a,b\in G} gilt, wird Ordnungseinbettung genannt. Eine surjektive Ordnungseinbettung ist ein Ordnungsisomorphismus und man schreibt dann {\displaystyle (G,\leq )\cong (H,\preceq )}. Für eine Ordnungseinbettung gilt lediglich {\displaystyle (G,\leq )\cong (\phi (G),\preceq )}.